# Ostensione
L'ostensione (dal latino volgare ostensio, a sua volta derivato da ostendĕre, mostrare) è l'azione del porre in mostra qualcosa affinché sia esibita alla vista altrui. In senso figurato è anche l'esposizione di un discorso o di un'argomentazione in termini concreti ed esplicativi.

## Liturgia cattolica
Nella liturgia cattolica, l'ostensione è l'esposizione ai fedeli di reliquie, oggetti sacri o ostie consacrate.
Ad esempio, si parla di Ostensione della Santa Sindone quando la Sindone di Torino viene mostrata per la venerazione dei fedeli.
Durante l'adorazione eucaristica l'ostia consacrata viene esposta all'adorazione dei fedeli, inserita all'interno dell'ostensorio.